# Лікувальна жувальна гумка
Лікувальна жувальна гумка — згідно Європейської фармакопеї — це тверді препарати, що містять одну або декілька діючих речовин і основу, та призначені для жування, але не ковтання. Жувальна основа складається з натуральних або синтетичних еластомерів. Вивільнення фармацевтичного засобу з
лікувальної жувальної гумки ініціюється жувальним процесом.

## Застосування і дія
Як система доставки лікарського засобу, жувальна гумка забезпечує швидке всмоктування препарату через слизову оболонку порожнини рота, щоб досягти швидкого початку дії та біодоступності. Лікувальні жувальні гумки призначені для місцевого лікування захворювань порожнини рота або системної доставки лікарського засобу шляхом проникнення крізь слизові оболонки рота або шлунково-кишкового тракту. Вона також має чудові органолептичні властивості в порівнянні з іншими лікарськими формами і пропонує пацієнту активний контроль над лікуванням. Крім того, жувальна гумка знімає стрес, поліпшує увагу і концентрацію, а також дає змогу управління вагою тіла.
Жувальні гумки, через швидку доставку фармацевтичних засобів, що призначені діяти як відповіді на гострі неприємні відчуття, підходять в таких методах лікування, які націлені на: біль (головний біль, мігрень, від кашлю та застуди і т. ін.) занепокоєння, алергії і травні умови. Тим не менш, лише властивості кожного препарату визначають наскільки ефективно проходить вивільнення лікарського засобу з лікарської жувальної гумки — водорозчинні препарати мають оптимальні профілі вивільнення, в той час як погано розчинні у воді препарати мають більш повільне або часткове вивільнення через їх взаємодію з жувальною гумкою.
Така лікарська форма служить альтернативою для пацієнтів, яким важко здійснювати процес
ковтання, або для дітей, які ще не вміють ковтати ліки; можуть бути використані у будь-який час або у ситуаціях, коли вода не доступна.
В Європейській Фармакопеї (розд. 2.9.25) наведена стаття з описом пристрою для дослідження
вивільнення активних фармацевтичних інгредієнтів з лікувальних жувальних гумок.

## Відомі лікувальні жувальні гумки
Найбільш добре відомою є нікотинова жувальна гумка (нікотино-замінна терапія). Стоматологічна жувальна гумка — це жувальна гумка, із
заявленим стоматологічним ефектом.
До відомих на сьогоднішній день лікувальних жувальних гумок відносяться:
 — з аспірином (Aspergum (США)),
 — з дименгідринатом (Travel (Австрія, Італія, Греція), Trawell (Швейцарія), Superpep (Німеччина, Швейцарія)),
 — з нікотином (Nicorette (США, Індія), Nicotinelle (Австралія, Нова Зеландія, США)),
 — з кофеїном (Stay Alert (США), Cafe Coffee (Японія)),
 — з гуараною (Buzz Gum (Велика Британія), Go Gum (Австралія)),
 — з вітаміном С (Endekay Vitamin C (Близький Схід, Велика Британія), Stamil Vitamin C, Source Vitamin C (Австралія)),
 — з карбонатом кальцію (Chooz (США)).
 — жувальні гумки для застосування в стоматологічній практиці.

## Поширення
Причиною, чому лікувальні жувальні гумки досі не повною мірою застосовуються є терапевтична невизначеність, пов'язана з методом доставки лікарських засобів, через здатність пацієнта до механічного жувального впливу на жувальну гумку. Терапевтичний ефект жувальної гумки, залежить від жування, і як кожна людина має свою власну жувальну силу, частоту і час, і тому результати можуть відрізнятися. Крім того, для виготовлення жувальної гумки потрібна інша технологія, яка використовується у фармацевтичному виробництві. Стандартне виробництво жувальної гумки вимагає спеціального устаткування і споруд, пов'язаних з процесами гарячого розплаву, які зазвичай рідко зустрічаються у фармацевтичній промисловості. Згідно з Єфропейською фармакопеєю лікувальні жувальні гумки отримують шляхом пресування або шляхом розм'якшення (розплавлення) основи гумки з подальшим додаванням інших допоміжних речовин.
Лікувальна жувальна гумка як лікарська форма в Україні не поширена і не включена до Державної фармакопеї України.
В даний час, фармакопея США (USP) містить окрему статтю з дослідженнями якості жувальних гумок Nicotine Polacrilex Gum. В Державній фармакопеї України стаття на дану лікарську форму відсутня.